# غوردون براون (نحات)
غوردون براون (بالألمانية: Gordon Brown)‏ (و. 1958  م) هو نحات ألماني، ولد في إزرلون.